# Peter Wright (lutte)
Pour les articles homonymes, voir Peter Wright et Wright.
Peter Wright est un lutteur britannique spécialiste de lutte libre.

## Palmarès
- Jeux olympiques de 1920 à Anvers (Belgique)
  -  Médaille de bronze dans la catégorie poids légers.